# Highland Village, Texas
Highland Village là một thành phố thuộc quận Denton, tiểu bang Texas, Hoa Kỳ. Năm 2010, dân số của xã này là 15056 người.

## Dân số
- Dân số năm 2000: 12173 người.
- Dân số năm 2010: 15056 người.